# Dyer Island (Australien)
Dyer Island ist eine unbewohnte, felsige Insel im Indischen Ozean, 800 Meter von Rottnest Island und 17,2 Kilometer von Fremantle entfernt. Dyer Island gehört zum australischen Bundesstaat Western Australia. Im Norden der Insel, die keine 200 Meter lang ist, liegt ein 20 Meter langer Sandstrand, auf dem sich häufig Seelöwen sonnen.